# Ручьи (Бежаницкий район)
Ручьи́ — деревня в Бежаницком районе Псковской области, исторический центр болотного края Полисто. Она находится на берегу озера Полисто и реки Озерка.

## О деревне
Жители деревни занимаются сельским хозяйством. Через Ручьи проходит дорога из Цевло в Сусельницу, зимник в Ратчу, тракторная дорога в Долгое и зимник в Большое Городище. Вокруг Ручьев
на 2,5 км простираются поля, созданные Ручьевскими жителями более 200 лет назад. Эта деревня была бондарским центром всего уезда. В те времена Ручьи были более крупной деревней.
В деревне находится кордон Полистовского государственного заповедника.

## Население
| 2001 | 2002 | 2010 |
| ---- | ---- | ---- |
| 6    | →6   | ↘4   |